# Lijst van Vlaamse volksmuzikanten en -muziekgroepen
Dit is een lijst van Vlaamse volksmuzikanten en -muziekgroepen. Het is een incompleet overzicht van groepen en muzikanten uit Vlaanderen die volksmuziek, folk en wereldmuziek spelen.

## A
- AedO
- Akelei
- Ambrozijn
- Amorroma
- Arjaun
- Ashels

## B
- Balladeus
- Batist
- Blunt
- Bogus
- Brabants Volksorkest
- Broes

## D
- DAAU
- Deux accords diront

## E
- EmBRUN
- Eva De Roovere
- Walter Evenepoel
- Emmarilin
- De Elegasten

## F
- Fluxus
- Floes

## G
- Gabon
- GÖZE
- Griebo

## H
- H.A.R.A.L.D
- Hidrae
- Hubert Boone
- Hella

## I
- Ishtar

## K
- Kadril
- (De) Kadullen
- Katastroof
- 't Kliekske

## L
- Laïs

## M
- Magister
- MANdolinMAN
- Marvara
- Philip Masure
- Meander
- Miek en Roel
- MISST

## N
- Naragonia
- Nima
- Noria
- De Nieuwe Snaar

## O
- Okavango
- Olla Vogala

## R
- Paul Rans
- Rum

## S
- Snakes in Exile
- Sois Belle
- Siger
- Snaarmaarwaar
- Spilar

## T
- Tamboerijn
- Think of One
- Tref
- Troissoeur
- Trio Dhoore
- De Tiense Straatmuzikanten

## U
- Urban Trad

## V
- Wannes Van de Velde
- Zjef Vanuytsel

## W
- Wawadadakwa
- Wouter Vandenabeele
- WÖR
- Willem Vermandere